# Man and His Angel
Man and His Angel è un film muto del 1916 diretto da Burton L. King (come Burton King).

## Trama
Sonia, la figlia di Paul Dimitri, un libraio di New York, cresce ignorando che suo padre, in realtà, è un nobile russo sfuggito alla rivoluzione. David Tryne, un dipendente di Dimitri, si innamora della ragazza ma questa è fidanzata con Schuyler. Quando Dimitri muore, David tenta in ogni modo di dividere i due fidanzati e, pur conoscendo le origini aristocratiche di Sonia, diffonde la voce che lei è una figlia illegittima. La ragazza, allora, rompe il fidanzamento, non ritenendosi degna di Schuyler, anche se lui vorrebbe sposarla lo stesso. In preda ai rimorsi, però, David finisce per confessare tutto. Sonia e Schuyler sono adesso liberi di sposarsi.

## Produzione
Il film fu prodotto dalla Triumph Films.

## Distribuzione
Il copyright del film, richiesto dalla Triumph Film Corp., fu registrato il 14 febbraio 1916 con il numero LP7748.
Distribuito dalla Equitable Motion Pictures Corporation e dalla World Film, uscì nelle sale cinematografiche USA il 13 marzo 1916.